# Ponera elegantissima
Ponera elegantissima är en myrart som beskrevs av Meunier 1923. Ponera elegantissima ingår i släktet Ponera och familjen myror. Inga underarter finns listade i Catalogue of Life.